# China Shavers
China Jesusita Shavers (nascida em 16 de junho, 1977) é uma atriz estadunidense. Ela é mais conhecida por seus papéis coadjuvantes como Brooke Harper na  high school drama Boston Public  e no seriado Sabrina, the Teenage Witch.
Ela teve um papel recorrente na série de tv ER. Suas vistas de convidada incluem papéis em Beverly Hills, 90210 , The District , Girlfriends , Sleeper Cell e entre outros.
Ela também apareceu em filmes como  National Lampoon's Adam & Eve , The Glass House, Not Another Teen Movie e Dorm Daze 2.

## Trabalhos

### Filmografia
| Ano  | Nome                          | Personagens               | Notas |
| ---- | ----------------------------- | ------------------------- | ----- |
| 2001 | The Glass House               | E.B.                      |       |
| 2001 | Not Another Teen Movie        | North Compton Cheerleader |       |
| 2005 | National Lampoon's Adam & Eve | Sarah                     |       |
| 2008 | Killer Pad                    | Shirley (Não Creditada)   |       |
| 2010 | Beginners                     | Shauna                    |       |

### Televisão
| Ano       | Nome                           | Personagens      | Notas                                 |
| --------- | ------------------------------ | ---------------- | ------------------------------------- |
| 1996      | Harambee!                      | Shanora          | Filme de Tv                           |
| 1997      | New York Undercover            | Dana Herrington  | Episódio: "Fade Out"                  |
| 1998      | Felicity                       | R.A. #5          | Episódio: "Drawing the Line: Parte 1" |
| 1999      | Any Day Now                    | Shanice          | Episódio: "Trust Me"                  |
| 1999      | V.I.P.                         | Cheryl           | Episódio: "Val on the Run"            |
| 1999      | Beverly Hills, 90210           | Linda Barret     | Episódio: "Bobbi Dearest"             |
| 1999-2000 | Sabrina, the Teenage Witch     | Dreama           | 12 Episódios                          |
| 2000      | The District                   | Alicia Ray       | Episódio: "Pot Scrubbers"             |
| 2001      | When Billie Beat Bobby         | Basketball Girl  | Filme de TV                           |
| 2001-2003 | Boston Public                  | Brooke Harper    | 26 Episódios                          |
| 2005      | Sleeper Cell                   | Nichelle         | Episódio: "Immigrant"                 |
| 2005-2006 | ER                             | Olivia Evans     | 7 Episódios                           |
| 2006      | Twenty Questions               | Angela Selfridge | Filme de TV                           |
| 2006      | National Lampoon's Dorm Daze 2 | Robin Daniels    | Video                                 |
| 2007      | Girlfriends                    | Alicia           | Episódio: "Time to Man Up"            |
| 2007      | Without a Trace                | Rhonda Brewer    | Episódio: "Baggage"                   |
| 2010      | Saving Grace                   | Maya Taylor      | Episódio: "Let's Talk"                |
| 2010      | House MD                       | Hanna            | Episódio: "Help Me"                   |